# Xã Bryan, Quận Greene, Arkansas
Xã Bryan (tiếng Anh: Bryan Township) là một xã thuộc quận Greene, tiểu bang Arkansas, Hoa Kỳ. Năm 2010, dân số của xã này là 192 người.